# Thaumatocranaus
Genre
Thaumatocranaus est un genre d'opilions laniatores de la famille des Gonyleptidae.

## Distribution
Les espèces de ce genre se rencontrent en Colombie et en Équateur.

## Liste des espèces
Selon World Catalogue of Opiliones (16/08/2021) :
- Thaumatocranaus magnificus Hara, Bragagnolo & Pinto-da-Rocha, 2017
- Thaumatocranaus mirabilis Roewer, 1932
- Thaumatocranaus splendidus Hara, Bragagnolo & Pinto-da-Rocha, 2017

## Publication originale
- Roewer, 1932 : « Weitere Weberknechte VII (7. Ergänzung der: "Weberknechte der Erde", 1923) (Cranainae). » Archiv für Naturgeschichte, (N.F.), vol. 1, p. 275–350.